# Biografielijst Kj

## Kja
- Jan Kjærstad (1953), Noors schrijver

## Kje
- Johan Kjeldahl (1849-1900), Deens chemicus
- Søren Kjeldsen (1975), Deens golfprofessional
- Halfdan Kjerulf (1815-1868), Noors componist

## Kjo
- Johan Kjølstad (1983), Noors langlaufer

## Kju
- Lasse Kjus (1971), Noors alpineskiër